# 베슈바르마크
베슈바르마크(카자흐어: бешбармак)는 카자흐스탄, 키르기스스탄을 비롯한 중앙아시아 지역의 고기 요리이다. 카자흐스탄의 국민 음식으로 여겨진다.
카자흐스탄에서는 에트(카자흐어: ет)라고 명칭으로 부르기도 한다.

## 이름
키르기스어 "베슈바르마크бешбармак)"는 "다섯, 5"이라는 뜻의 "베시беш)"와 "손가락"을 뜻하는 "바르마크бармак)"를 합친 말로, "다섯 손가락"이라는 뜻이다. 유목민들이 손으로 먹는 음식이라 이런 이름이 붙었다.
지역에 따라 베슈바르마크(키르기스어: бешбармак), 비슈바르마크(타타르어: бишбармак), 비슈바르마크(바시키르어: бишбармаҡ), 비스바르마크(카자흐어: бесбармак) 등으로 불리며, 카자흐스탄에서는 "고기"라는 뜻의 에트(카자흐어: ет)나 "카자흐식 고기"라는 뜻의 카작샤 에트(카자흐어: Қазақша ет)로 불린다.

## 만들기
말고기나 양고기를 카즈와 함께 푹 삶은 다음 건지고, 그 육수에 넓적한 국수를 삶는다. 국수는 달걀을 넣은 밀가루 반죽을 얇게 민 다음 칼로 썰어 만든다. 육수 위에 뜬 고깃기름을 걷은 다음, 잘게 썬 양파를 그 기름에 익힌다. 삶아진 국수를 접시에 깔고, 그 위에 삶긴 고기와 카즈를 썰어 올린다. 양파가 익으면 고기 위에 올리고, 양파 익힌 기름을 함께 뿌려 낸다.

## 사진

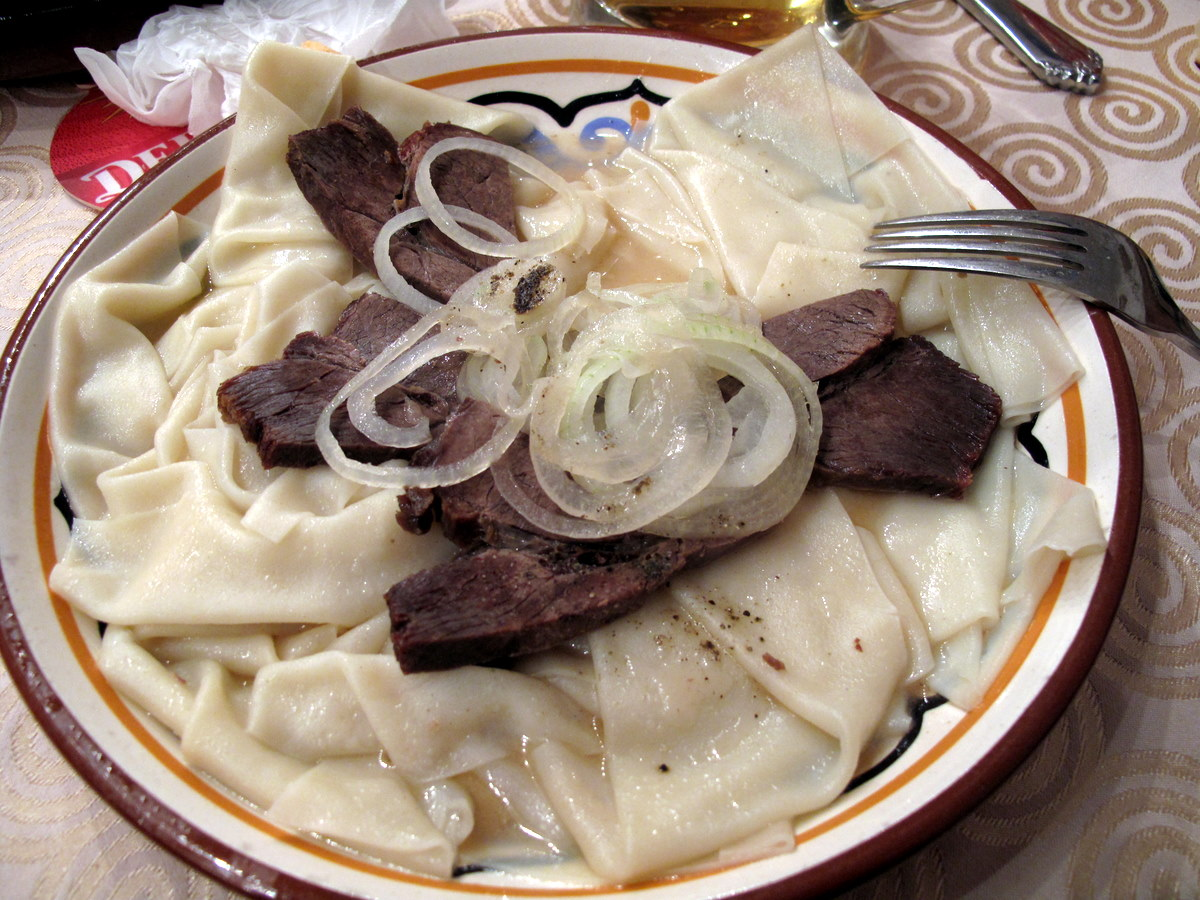
베슈바르마크
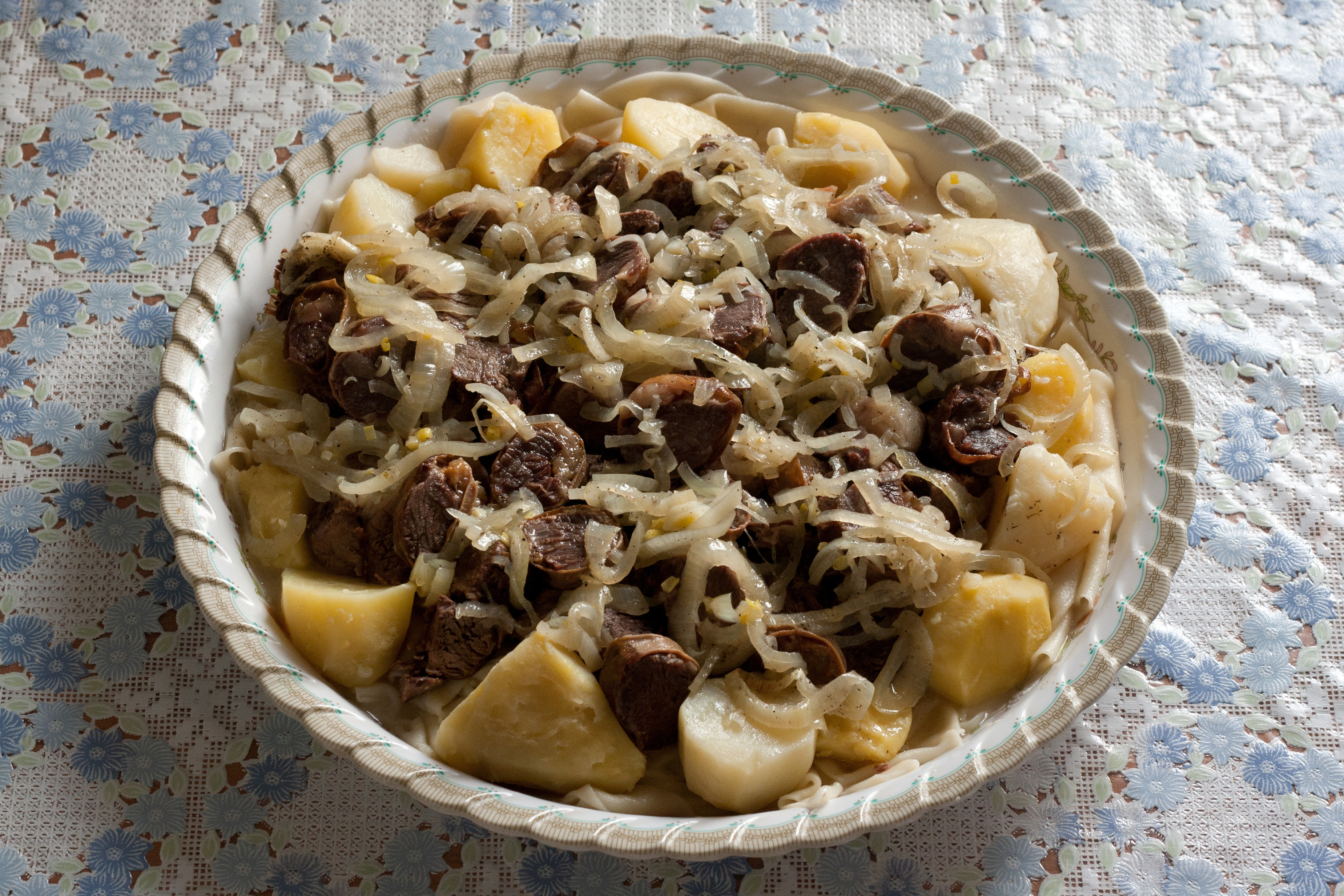
감자를 곁들인 베슈바르마크
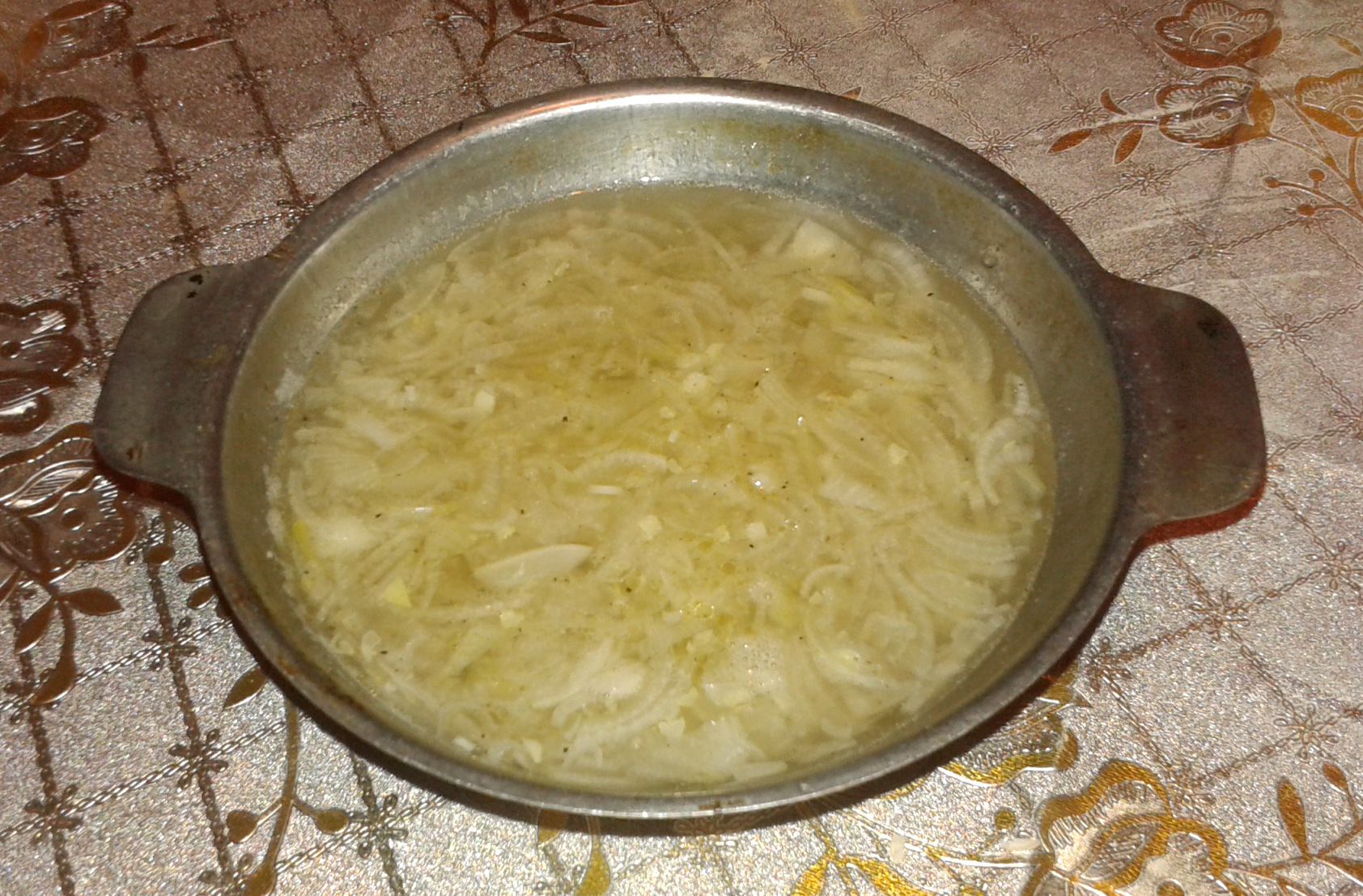
육수에 익힌 양파

## 같이 보기
- 나른